# Marianne North
Marianne North (Hastings, 24 de outubro de 1830 - Alderley, 30 de agosto de 1890) foi uma naturalista e artista botânica inglesa.

## Vida e família
Marianne North nasceu em Hastings e era a filha mais velha de Janet e Frederick North. Estudou técnicas vocais com Charlotte Helen Sainton-Dolby, mas suas habilidades não eram adequadas e ela desistiu, se dedicando então à pintura. Após a morte de sua mãe, em 1855, viajava com seu pai, que era então membro do parlamento de Hastings, e com sua morte em 1869, Marianne decidiu prosseguir a sua ambição inicial de pintar a flora e fauna de países distantes.

## Viagens e trabalho

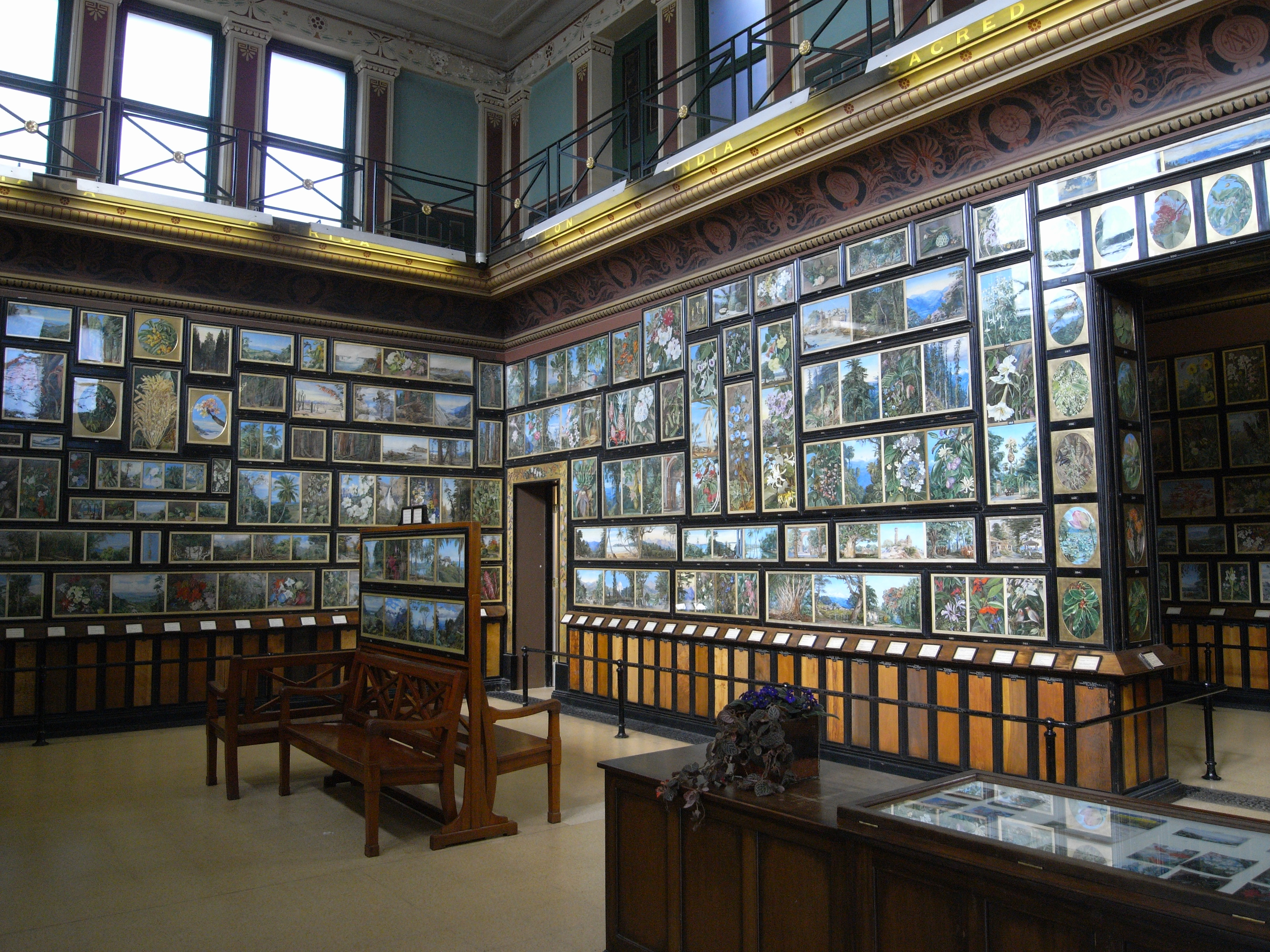
Galeria Marianne Northy, Kew Gardens

Começou suas viagens em 1871-1872, indo primeiro ao Canadá, Estados Unidos e Jamaica. Residiu durante um ano no Brasil, onde realizava seu trabalho em uma cabana no interior de uma floresta. Em 1875, depois de alguns meses em Tenerife, começou uma viagem ao redor do mundo, e por dois anos pintou a flora da Califórnia, Japão, Bornéu, Java e Ceilão. Passou o ano de 1878 na Índia.
Em seu retorno à Grã-Bretanha,  exibiu uma série de desenhos em Londres e ofereceu a coleção ao Royal Botanic Gardens em Kew e também recursos para construir uma galeria para abrigá-los. A oferta foi aceita e a construção dos novos edifícios projetados por James Fergusson foram iniciados naquele ano.
Por sugestão de Charles Darwin, Marianne rumou para a Oceania em 1880, e por um ano retratou imagens da Austrália e da Nova Zelândia. Suas pinturas de Banksia attenuata, B. grandis e B. robur foram prontamente consideradas. Sua galeria em Kew foi inaugurada em 1882. Em 1883, depois de uma visita à África do Sul, uma sala adicional foi aberta na galeria. Em 1884-1885 trabalhou em Seychelles e no Chile. Morreu em Gloucestershire em 30 de agosto de 1890.

## Morte
Marienne faleceu em Alderley, Gloucestershire, em 30 de agosto de 1890 e foi sepultada na igreja local.